# Nick Weber (Fußballspieler)
Nick Weber (* 4. Mai 1995 in Lippstadt) ist ein deutscher Fußballspieler.

## Karriere
Weber wechselte 2006 vom SV Lippstadt 08 zu Borussia Dortmund. Er wurde dort 2013 in den Jugendteams eingesetzt. In der Saison 2012/13 war er der beste Torschütze der U-19 des BVB. Im Sommer 2013 ging er ablösefrei zum 1. FC Nürnberg. Nach weniger als zwei Monaten kehrte er aus persönlichen Gründen zu Borussia Dortmund zurück. Am 3. September 2013 debütierte er in der 3. Liga. Nachdem er nach Auslaufen seines Vertrages in Dortmund ab Sommer 2015 zwei Jahre pausiert hatte, schloss er sich 2017 SuS Cappel an. Im Sommer 2020 wechselte er zur SG Oestinghausen.